# Opération Bouclier de l'Euphrate
- Zones contrôlées par le régime syrien et ses alliés
- Zones contrôlées par les rebelles et l'armée turque
- Zones contrôlées par les Forces démocratiques syriennes
- Zones contrôlées par l'État islamique

Notes
1. 1 2  La coalition menée par les États-Unis intervient uniquement contre l'État islamique en appuyant à la fois l'armée turque, les rebelles et les FDS. Le 16 novembre 2016, la coalition annonce cependant qu'elle a cessé d'appuyer les forces rebelles et turques mais a repris son soutien à la Turquie mi-janvier.

1. ↑  La Russie intervient uniquement contre l'État islamique en appui de l'armée turque, à partir du 28 décembre 2016.

Guerre civile syrienne
Batailles
L'opération Bouclier de l'Euphrate (en turc : Fırat Kalkanı Operasyonu) a lieu du 24 août 2016 au 29 mars 2017 lors de la guerre civile syrienne. Il s'agit d'une offensive menée dans le Nord de la Syrie par la Turquie et des groupes rebelles syriens contre l'État islamique et les Forces démocratiques syriennes (FDS). Cette offensive commence par la prise de Jarablous et aboutit à la prise de la ville d'al-Bab le 23 février 2017. L'opération s'achève officiellement le 29 mars 2017.

## Prélude
À l'été 2016, la zone allant du poste frontière d'al-Raï jusqu'à la ville de Jarablous est la dernière contrôlée par l'État islamique le long de la frontière turque. Cette zone est alors convoitée par les Forces démocratiques syriennes, dominée par les Kurdes du PYD, qui ont proclamé une « région fédérale » le 17 mars 2016 et qui cherchent à unifier leur territoire d'Afrine jusqu'au gouvernorat de Hassaké,,.
Le 31 mai 2016, les Forces démocratiques syriennes franchissent l'Euphrate et le 12 août, après une longue bataille, elles s'emparent de Manbij. Les FDS menacent alors al-Bab à l'ouest et Jarablous au nord, toujours contrôlés par l'EI. Afin d'apaiser Ankara, elles déclarent le 20 août qu'elles n'ont pour l'heure par l'intention de faire mouvement sur Jarablous. Mais pour la Turquie, la création d'une entité kurde autonome à sa frontière, contrôlée par le PYD, lié au PKK, est inacceptable. Son objectif est alors de prendre de vitesse les Kurdes et d'occuper Jarablous avant ces derniers. Le 22 août, les FDS annoncent la création d'un « Conseil militaire de Jarablus », mais son commandant, Abdulsattar Al-Kadiri, est assassiné le lendemain,,. Les Kurdes accusent aussitôt les services secrets turcs.
Pour cette opération, la Turquie retire 1 000 à 5 000 hommes de l'Armée syrienne libre de la région d'Alep,. Cela s'effectue dans le contexte d'un rapprochement entre la Turquie et la Russie, après une crise diplomatique en 2015. En contrepartie d'un affaiblissement des défenses rebelles d'Alep, la Russie laisse la Turquie intervenir en Syrie.
Le 17 août, les rebelles basés à Azaz s'emparent du poste-frontière d'al-Raï. Le 19 août, cinquante familles de combattants de l'État islamique évacuent Jarablous et se replient sur al-Bab. Le 22 août, plusieurs centaines de rebelles venus d'Azaz et Bab al-Hawa (en) prennent position du côté turc de la frontière,. Le même jour, l'artillerie turque ouvre le feu et pilonne à la fois les positions de l'État islamique à Jarablous et celles des Forces démocratiques syriennes du côté de Manbij. Le ministre turc des Affaires étrangères Mevlüt Çavuşoğlu déclare alors que la frontière « doit entièrement être nettoyée de Daech ». Le 23 août, la population civile de la petite ville turque de Karkamış, située face à Jarablous, est évacuée.

## Forces en présence

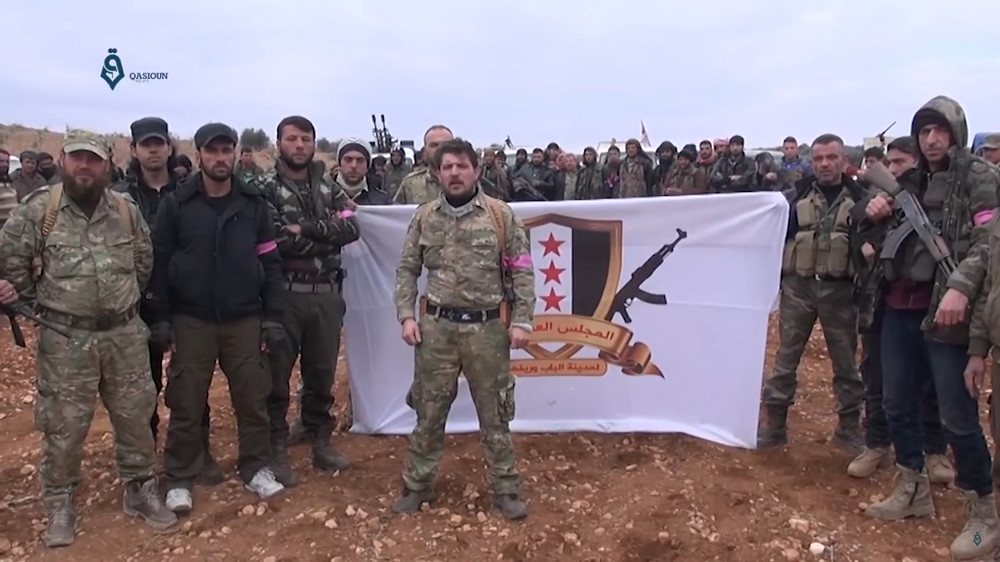
Des rebelles du Conseil militaire d'al-Bab, affilié à l'Armée syrienne libre, le 10 février 2017.

De nombreux groupes rebelles prennent part à l'offensive : la division Sultan Mourad,,,, Faylaq al-Cham,,,,, la 13e division, Liwa Suqour al-Jabal, le Harakat Nour al-Din al-Zenki,,,,, le Front du Levant,,, Jaych al-Tahrir,, la Division al-Hamza,,, Liwa al-Fatah, Jaych al-Nasr, Ahrar Tal Rifaat, la Brigade al-Moutasem, et Ahrar al-Cham,.
Selon les estimations, environ 1 500 à 5 000 rebelles traversent la frontière à Jarablous le 24 août,,. À cette occasion, les troupes arabes portent un brassard rouge et les combattants turkmènes un brassard bleu. En plus de ces forces, environ 5 000 combattants de l'opposition sont présents dans la région d'Azaz et Marea.
L'armée turque, pour sa part, est affaiblie par les purges menées après la tentative de coup d'État de juillet 2016. Certains officiers engagés dans l'opération Bouclier de l'Euphrate font alors même l'objet d'enquêtes. Si l'armée de terre a été relativement épargnée, les purges ont été massives dans la gendarmerie, et plus encore dans l'aviation. En Syrie, ces forces sont dirigées par le lieutenant-général Zekai Aksakallı (en), chef des forces spéciales,.

## Prise de Jarablous par l'armée turque et les rebelles syriens (24 août 2016)

### Déroulement
Le 24 août, à quatre heures du matin, l'armée turque et la coalition lancent l'opération sur la ville de Jarablous, peuplée de 30 000 habitants,,. Les forces spéciales turques pénètrent les premières en territoire syrien, puis une dizaine de chars soutenus par l'aviation franchissent à leur tour la frontière,. Les Américains engagent également des A-10 et des F-16 qui bombardent des positions de l'EI.
Dans la journée du 24 août, en début d'après-midi, les rebelles prennent le village de Keklija, situé à 5 kilomètres à l'ouest de Jarablous et 3 kilomètres à l'intérieur du territoire syrien. Les Turcs et les rebelles ne rencontrent qu'une faible résistance, dès le milieu de l'après-midi, après douze heures d'offensive, Jarablous est conquise et les combattants de l'EI se replient vers Al-Bab,,. Le même jour, le Premier ministre turc affirme souhaiter que l'opération se termine rapidement. Pour Ankara, il n'est pas question que l'armée turque reste plusieurs semaines sur le territoire syrien, avec des troupes au sol.
Le 25 août, la Turquie fait entrer en Syrie dix autres chars, des ambulances ainsi que des engins lourds par la ville de Karkamis. Le lieutenant-général Zekai Aksakallı (en) se rend à Jarablous pour inspecter les forces.

### Pertes
Selon l'agence gouvernementale turque Anadolu, l'armée ne déplore aucune perte et les rebelles comptent un seul tué. Un commandant de Faylaq al-Cham affirme également à l'agence Reuters qu'une cinquantaine de djihadistes ont été tués.
Le 25 août au matin, la presse turque annonce la mort d'une centaine de djihadistes.

### Réactions internationales
Dès la mise en place de l'opération, les réactions se multiplient. Le ministre syrien des Affaires étrangères réclame la fin de cette opération qu'il considère comme « une violation flagrante de la souveraineté du pays ».
En France, un porte-parole du Quai d'Orsay annonce que « La France salue l'intensification des efforts de la Turquie dans la lutte contre Daech ». De son côté, le président François Hollande assure : « comprendre cette attitude compte tenu de ce qu'a été le crime terroriste commis par Daech en Turquie ». Ainsi, le président de la République veut « qu'il y ait à travers cette action une volonté commune d'aller vers la négociation »
L'Allemagne apporte son soutien à l'offensive militaire de la Turquie contre l'EI mais aussi contre les milices kurdes qu'elle considère comme une organisation terroriste.
Les États-Unis apportent leur soutien à une opération coup de poing turque indique un responsable américain sous couvert d'anonymat. Selon ce responsable, « Le soutien a pris la forme de partage de renseignements et de participation de conseillers militaires américains, et elle pourrait prendre la forme de soutien aérien au sol, si les Turcs en font la demande ». En visite à Ankara, le vice-président américain Joe Biden déclare également que les YPG qui ont pris part à la prise de Manbij doivent se replier sur la rive est de l'Euphrate, faute de quoi ils perdront le soutien des États-Unis,,.
Salih Muslim, le coprésident du PYD, dénonce l'opération et affirme que : « La Turquie dans le bourbier syrien, sera vaincue comme Daech ».
De son côté Sergueï Lavrov, le ministre des Affaires étrangères russe, affirme que : « Moscou est profondément préoccupée par ce qu'il se passe à la frontière turco-syrienne. La possibilité d'une dégradation supplémentaire de la situation dans la zone du conflit est inquiétante ». Mais la Russie ne condamne pas l'intervention. Selon le géographe Fabrice Balanche, la Russie aurait échangé un moindre soutien aux Kurdes du PYD contre celui de la Turquie à la rébellion syrienne.

## Offensive turco-rebelle contre des Forces démocratiques syriennes au nord de Manbij (27-30 août 2016)

### Déroulement
Afin d'éviter des combats contre les rebelles, et sous la pression des États-Unis, les Kurdes des YPG annoncent le 25 août qu'ils se retirent de Manbij et se replient sur la rive est de l'Euphrate. Le contrôle de la ville est laissé au Conseil militaire de Manbij, dont les groupes sont rattachés aux Forces démocratiques syriennes,,. Pourtant le même jour, vers 18 heures, l'artillerie turque ouvre le feu sur des combattants du PYD qui venaient de s'emparer de sept villages à 10 kilomètres au nord de Manbij selon l'agence Anadolu,.
Le 27 août, l'aviation turque bombarde le village d'Al-Amarna, situé à huit kilomètres au sud de Jarablous et occupé par les hommes de Jaych al-Thuwar, intégré aux Forces démocratiques syriennes,. Les Bataillons Shams al-Shamal annoncent alors qu'ils se portent vers le front de Jarablous afin de soutenir le Conseil militaire de Jarablous face à des « menaces posées par des factions appartenant à la Turquie ». Plusieurs autres groupes intégrés dans les Forces démocratiques syriennes — Jaych al-Thuwar, la 99e Brigade, al-Salajiqa, Jabhat al-Akrad, Liwa Maghawer Homs, la Brigade démocratique du Nord, la Brigade al-Hamza, les forces al-Ashaer, la brigade des opérations spéciales et les factions Thuwar Arfad — condamnent l'intervention d'Ankara. Des combats éclatent alors à al-Amarna entre Jaych al-Thuwar et les chars turcs : un soldat turc est tué et trois autres sont blessés par des tirs de roquettes effectués contre deux chars,,. Ankara continue d'envoyer des véhicules à la frontière syrienne, dont des Leopard 2. À la date du 27 août, 380 soldats turcs sont déployés en Syrie avec 50 chars.
Le matin du 28 août, l'artillerie et l'aviation turque bombardent les villages d'al-Amarné et de Jeb el-Koussa, situés respectivement à 8  et   14 kilomètres au sud de Jarablous. Selon l'Observatoire syrien des droits de l'Homme ces tirs font au moins 40 morts et 70 blessés parmi la population civile et au moins quatre morts chez les combattants des FDS. L'armée turque donne quant à elle un bilan de 25 « terroristes » tués, tandis que l'administration du Rojava affirme que 75 civils sont morts,,,. Human Rights Watch donnera de son côté le 15 septembre un bilan de 24 civils tués, dont 6 enfants, par les bombardements turcs du 28 août, ainsi que 10 à 15 combattants des FDS cachés parmi les civils. Les rebelles attaquent ensuite et prennent plusieurs villages au sud de Jarablous, au moins une dizaine de combattants des FDS sont faits prisonniers,. Le colonel Ahmed Osman, commandant des forces de la Division Sultan Mourad, déclare alors que ses hommes font mouvement pour prendre la ville de Manbij.
Le 29 août, les Forces démocratiques syriennes se retirent au sud de la rivière Sajour. Quelques heures plus tard, la rivière est franchie par les rebelles qui continuent leur progression vers le sud. Les FDS rassemblent des renforts à Manbij, mais les YPG affirment que leurs troupes n'en font pas partie, et que contrairement aux déclarations du gouvernement turc, toutes leurs unités se sont repliées sur la rive est de l'Euphrate.

### Réactions internationales
La Turquie justifie l'offensive par le biais de son ministre de la Défense et annonce que : « La Turquie a tous les droits d'intervenir en Syrie si les forces kurdes ne se retirent pas à l'est de l'Euphrate, plus loin de la frontière turque ». Le 28 août, le président Recep Tayyip Erdoğan prévient que la Turquie veut lutter « avec la même détermination » contre les combattants kurdes et l'État islamique.
Alliés à la fois de la Turquie, de l'Armée syrienne libre et des Forces démocratiques syriennes, les États-Unis réclament la fin de ces combats. Le 29 août, Brett McGurk, envoyé spécial des États-Unis auprès de la coalition, déclare que les affrontements entre les forces turco-rebelles et les FDS « dans des secteurs où l'EI n'est pas présent » sont « inacceptables et source d'une profonde inquiétude ».
Le 30 août, le colonel John Thomas, porte-parole du Centcom, annonce que les forces turques et les FDS ont accepté d'arrêter les hostilités : « Ces dernières heures, nous avons reçu l'assurance que toutes les parties impliquées vont arrêter de se tirer dessus et se concentrer sur la menace du groupe État islamique. […] C'est un accord de principe pour au moins les deux prochains jours et nous espérons qu'il va se consolider ». Le lendemain, le Conseil militaire de Jarablous — qui dépend des Forces démocratiques syriennes — confirme la tenue d'un cessez-le-feu temporaire mené avec la médiation des États-Unis. Mais le même jour, Ömer Çelik, le ministre turc des Affaires étrangères, dément et affirme qu'Ankara refuse « sous aucune circonstance […] un compromis ou un cessez-le-feu » avec les forces kurdes,. Le 2 septembre, un responsable américain de la Défense déclare anonymement à l'AFP que la présence des YPG au sud de Jarablous est « totalement insignifiante » et ajoute : « Ce que nous constatons sur le terrain est que les FDS ont honoré leur engagement de se retirer à l'est de l'Euphrate ». Mais le même jour, le président Erdoğan déclare : « En ce moment même les États-Unis disent que les militants des YPG ont traversé la rivière Euphrate. On leur répond que, non, ce n'est pas vrai. Nous ne croyons pas que ces forces kurdes se retirent juste en écoutant les déclarations de quelqu'un aux États-Unis ou de n'importe où ». Cependant le 26 septembre, le vice-Premier ministre turc Numan Kurtulmuş se félicite que de nombreux miliciens des YPG se soient repliés à l'est de l'Euphrate mais indique que plusieurs de leurs éléments sont toujours présents à Manbij,.
De son côté l'Iran demande le 31 août à la Turquie de cesser rapidement ses opérations militaires. Bahman Ghassemi, porte-parole du ministère iranien des Affaires étrangères, déclare que : « La poursuite de la présence militaire de la Turquie en Syrie complique encore davantage la situation ».
Le 20 septembre 2016, le conseil religieux d'Ahrar al-Cham annonce apporter son soutien à l'intervention militaire turque au nord de la Syrie au nom de la « nécessaire présence d’une faction islamique sur les territoires libérés, pour ne pas laisser le champ libre aux forces contre-révolutionnaires du PKK et du PYD ».

## Offensive turco-rebelle contre l'État islamique au nord d'al-Bab (1erseptembre – 10 décembre 2016)

### Déroulement

Situation dans le Nord du gouvernorat d'Alep, à la date du 3 septembre 2016.

Situation dans le Nord du gouvernorat d'Alep, à la date du 26 septembre 2016.

Situation dans le Nord du gouvernorat d'Alep, à la date du 16 octobre 2016.

Début septembre, les forces turco-rebelles renoncent à prendre Manbij dans l'immédiat et concentrent leurs forces contre l'État islamique à l'ouest de Jarablous. Le 1er septembre, le président Recep Tayyip Erdoğan déclare que l'incursion militaire a permis de libérer 400 km2 de toute présence de combattants de l'EI ou des YPG. Le capitaine Jeff Davis, porte-parole du Pentagone, confirme le même jour le recul de l'EI qui ne contrôle plus désormais qu'environ 25 kilomètres de frontière avec la Turquie, à l'est de la ville d'Al-Raï.
Le 2 septembre, les rebelles prennent à l'EI les villages de Kunduriyah et d'Arap Izzah, à environ 30 kilomètres à l'ouest de Jarablous. Le 3 septembre, 20 chars turcs, cinq blindés de transport de troupes et plusieurs autres véhicules franchissent la frontière à al-Raï. De leur côté, les Américains déploient un nouveau dispositif de lance-roquettes à haute mobilité (M142 HIMARS),. Le 4 septembre, pris en tenaille, l'État islamique perd son dernier village sur la frontière turque.
Les forces turques et rebelles contrôlent alors toute la frontière d'Azaz à Jarablous et poursuivent leur offensive vers le sud, en direction de la ville d'al-Bab. Le 6 septembre, trois soldats turcs sont tués et quatre blessés par des tirs de missiles menés contre deux chars par des hommes de l'EI dans le village de Wuqufau, au sud d'Al-Raï,. Les rebelles ont également deux hommes tués et deux blessés le même jour. Le 9 septembre, trois soldats turcs sont tués et un blessé par un tir contre un char près de la localité de Tal al-Hawa.
Le 16 septembre, plusieurs dizaines de soldats des forces spéciales américaines entrent en Syrie à al-Raï, à la demande, selon le Pentagone, du gouvernement turc. Cependant un groupe de 25 soldats américains est insulté et menacé par des rebelles du groupe Ahrar al-Charkiya, qui les traitent d'« envahisseurs », d'« infidèles » ou de « croisés », et dénoncent leurs liens avec les YPG. Mais la plupart des groupes rebelles considèrent qu'il s'agit d'un incident mineur,,,,.
En septembre, les rebelles et les Turcs poursuivent prudemment leur progression. Selon Alla Mohamed, un chef du Harakat Nour al-Din al-Zenki, une trentaine de villages sont pris en trois semaines et des dizaines de djihadistes de l'EI sont tués. Leur objectif est alors la ville d'al-Bab,.
Le 20 septembre, deux soldats turcs sont tués en opération. Le 2 octobre, 21 rebelles sont tués par des mines de l'EI durant une tentative de sécurisation du village de Turkman Barah, ou dans la vallée d'Ershaf, à proximité du village de Dabiq,,,. Selon le chef de Jaych al-Tahrir, les djihadistes ont pour la première fois utilisé des caméras équipées de détecteurs pouvant provoquer des explosions. Le 6 octobre, les rebelles perdent encore neuf hommes tués et 32 blessés dans des combats. Le 11 octobre, un assaut sur les localités d'Azaz as Kafrah, Sourane, Ihtimalat et Douvaïbik, au sud-est d'Azaz, est repoussé par l'État islamique, l'armée turque affirme que 47 djihadistes ont été tués mais reconnaît une « solide résistance » des forces de l'EI.
Le 15 octobre, 2 000 rebelles de Fastaqim Kama Umirt, de la Division Sultan Mourad, du Harakat Nour al-Din al-Zenki et d'autres groupes lancent l'assaut sur Dabiq, village sans grande importance stratégique, mais lieu hautement symbolique aux yeux des djihadistes de l'État islamique en raison de sa place dans l'eschatologie islamique,,. Ces derniers engagent 1 200 hommes pour défendre le village, mais ils battent en retraite le 16 octobre sans opposer une grande résistance. Dabiq, ainsi que le village de Sourane, sont repris par les rebelles qui ont eu au moins neuf morts et 28 blessés dans les combats du 15 octobre d'après l'agence turque Anadolu,,,,. Selon le chef de la Division al-Hamza, 12 combattants de l'EI, principalement des enfants soldats, sont également fait prisonniers aux abords de Dabiq. Les rebelles et les Turcs poursuivent ensuite leur avancée en direction d'al-Bab.
Entre le 17 et le 18 octobre, 20 djihadistes de l'EI sont tués dans des raids aériens de la coalition. 11 frappes aériennes de la coalition visent les secteurs de Kar Kalbaïn, Ghouz, Hassadjik et Tiltanah et détruisent deux positions défensives de l'EI ainsi que trois véhicules. De leur côté, l'aviation turque mène également des frappes et détruit plusieurs objectifs de l'EI, indique Ankara.
Cependant, le 19 octobre, des combats reprennent près de Marea entre les Forces démocratiques syriennes et l'Armée syrienne libre. La nuit du 19 au 20 octobre, l'aviation turque mène 26 raids aériens sur Al-Hassiya, Oum al-Qoura et Oum Hoch, trois villages au nord d'Alep qui venaient d'être pris à l'État islamique par les Forces démocratiques syriennes. L'armée turque revendique alors la mort de 160 à 200 combattants des YPG, l'OSDH ne recense de son côté que 11 morts et 24 blessés,,,. Les combats se poursuivent le 21 octobre, les Turcs tirent au moins 90 roquettes sur les positions kurdes. Mais le régime syrien menace de son côté « d'abattre par tous les moyens les avions militaires turcs qui se risqueraient à franchir une fois encore l’espace aérien de la Syrie ».
Le 24 et le 25 octobre, 72 positions de l'État islamique et 16 des YPG sont pilonnées selon l'armée turque, tandis que les rebelles prennent les villages de Touwaïs, Al Gharz et Tlatinah, au sud de la petite ville d'Akhtarine. Toujours selon l'armée turque, 5 rebelles ont été tués et 28 blessés dans ces combats.
Le 1er novembre, l'EI reprend sept villages aux rebelles près de Marea. Le 4 novembre, au moins 10 rebelles sont tués près du village d'Akhtarin selon l'OSDH.
Le chef de Jaych al-Tahrir, Mohammed al-Ghabi, est tué le 4 novembre lors des combats,.
Selon l'OSDH, les rebelles s'emparent de 12 villages entre le 8 et le 11 novembre et arrivent à sept kilomètres d'al-Bab. Le 13 novembre, ils ne sont plus qu'à deux kilomètres au nord et au nord-ouest de la ville, qui est bombardée par l'artillerie turque.
Le 16 novembre 2016, le colonel américain John Dorrian, porte-parole militaire de la coalition, affirme que la coalition n'appuie plus les forces rebelles soutenues par les Turcs et que les soldats des forces spéciales américaines qui avaient été déployés à leurs côtés ont été retirés.
Le 21 novembre, des heurts ont encore lieu entre rebelles et YPG dans le village de Cheikh Nasser.
Le 24 novembre, quatre soldats turcs sont tués et 10 blessés dans un bombardement au nord d'al-Bab. La Turquie accuse alors les forces du régime syrien d'être les auteurs de cette attaque,. La Russie conteste et affirme que ni elle, ni Damas, ne sont responsables.
Le 27 novembre, l'armée turque déclare que 22 rebelles ont été blessés par des gaz toxiques près du village de Khaliliya, à l'est d'Al-Raï.
Le 29 novembre, l'État islamique revendique la capture de deux militaires turcs. Ankara reconnaît le même jour que deux de ses soldats sont portés disparus,. Le 22 décembre, l'État islamique publie une vidéo montrant l'exécution des deux soldats turcs, qui sont brûlés vifs.

## La bataille d'al-Bab (10 décembre 2016-23 février 2017)

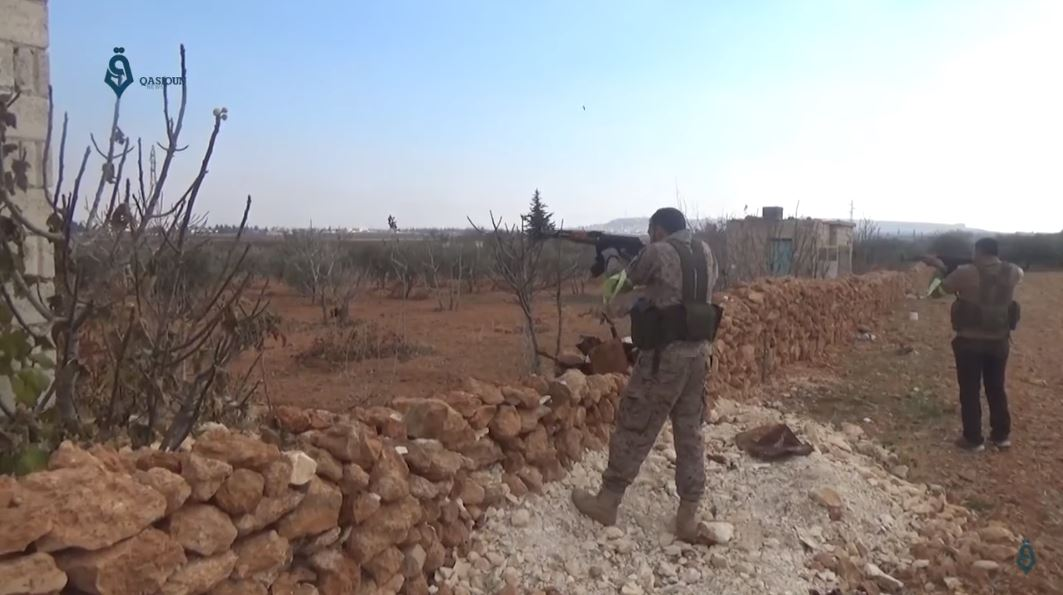
Rebelles ouvrant le feu près d'al-Bab, le 14 décembre 2016.

Le 10 décembre 2016, les Turcs et les rebelles lancent l'assaut sur la ville d'al-Bab et parviennent à entrer dans la ville.
Le 21 décembre, des combats très violents ont lieu au sud-ouest de la ville,,. La position, prise la veille par les Turcs et les rebelles, est reprise par les hommes de l'État islamique. Les Turcs perdent un char Leopard 2A4 détruit, ainsi que 16 soldats tués et 33 blessés,,,.
En difficulté, Ankara demande le 26 décembre 2016 à la coalition de lui fournir un soutien aérien. Le 16 novembre 2016, le colonel américain John Dorrian, porte-parole militaire de la coalition, avait annoncé que la coalition n'appuyait plus les forces rebelles soutenues par les Turcs et que les soldats des forces spéciales américaines qui avaient été déployés à leurs côtés avaient été retirés. Exaspéré par l'alliance entre la coalition et les Forces démocratiques syriennes, le président Erdoğan va jusqu'à affirmer le 27 décembre que les Occidentaux « soutiennent tous les groupes terroristes, le YPG, le PYD, mais aussi Daech ». La Russie intervient dans la bataille et bombarde pour la première fois des positions de l'EI à al-Bab dans la nuit du 28 au 29 décembre,,. Le 12 janvier, la Russie et la Turquie annoncent la conclusion d'un accord pour coordonner leurs frappes en Syrie. Le 18 janvier 2017, on assiste à un premier bombardement aérien russo-turque dans la zone d’Al-Bab tandis que John Dorrian a déclaré que la coalition a effectué quatre frappes en soutien aux forces turques auparavant. Après de durs combats, les Turcs et les rebelles prennent finalement le contrôle d'al-Bab le 23 février 2017.

## Blocage des forces turco-rebelles dans la région d'al-Bab

Situation dans le Nord du gouvernorat d'Alep, à la date du 1 mars 2017.

Après leur défaite, les djihadistes mènent des attentats en représailles. Le 24 février, à Soussiane, un village au nord-ouest d'al-Bab, une voiture piégée conduite par un kamikaze fait au moins 83 morts, tandis qu'un autre kamikaze se fait exploser à l'entrée d'al-Bab, faisant deux morts et trois blessés parmi les soldats turcs,,,,,,.
De facto, la Turquie parvient à établir une zone tampon à partir de sa frontière,. Un accord tacite est conclu entre la Russie et la Turquie pour laisser le contrôle d'al-Bab aux Turcs. Mais après la chute de la ville, les loyalistes poursuivent leur progression contre l'État islamique dans la région au sud-est d'al-Bab afin de couper la route de Raqqa aux Turcs et à l'ASL,. L'armée syrienne avance vers le lac el-Assad sans rencontrer de forte résistance. Elle prend la petite ville d'al-Khafsa (en) le 7 mars et atteint le même jour les rives du lac el-Assad et les abords de l'aéroport militaire de Jarrah,. Le 29 mars, elle s'empare de la ville de Dayr Hafir.
Le 28 février, le président turc Recep Tayyip Erdoğan annonce que le prochain objectif de ses troupes est la ville de Manbij, tenue par les Forces démocratiques syriennes (FDS), alliées des Américains. Le même jour, des avions russes bombardent — probablement par erreur — des combattants des Forces démocratiques syriennes dans la région d'al-Bab. Des conseillers militaires américains situés à seulement quatre ou cinq kilomètres donnent l'alerte et les Russes cessent alors leurs frappes. Le 1er mars, des escarmouches éclatent entre l'ASL et les FDS entre al-Bab et Manbij, les rebelles s'emparent de deux villages — Tal Turin et Qara — sans rencontrer de forte résistance,,. Afin de se prémunir d'une offensive turque, les Forces démocratiques syriennes décident début mars de remettre plusieurs villages au régime syrien. Ces localités, situées sur la ligne de front, sont confiées à des gardes-frontières de l'État syrien pour établir une sorte de zone tampon. Ce déploiement se fait avec l'accord de la Russie et des États-Unis,,,,,,. Des accrochages éclatent cependant le 9 mars entre les gardes-frontières et les rebelles.
Le 20 mars, des troupes de l'armée russe entrent dans la ville d'Afrine, leur drapeau placés ostensiblement sur leurs blindés. Le porte-parole des YPG annonce alors que, « dans le cadre de la coopération contre le terrorisme », la Russie va installer une base militaire dans le village de Kafr Jina et entraîner les combattants, ce qui est cependant démenti par le ministère de la Défense russe,. Moscou déclare que ses soldats ont été déployés simplement dans cette enclave, située à l'ouest d'al-Bab, afin de veiller au respect du cessez-le-feu. Les protestations turques sont cette fois mesurées, le 23 mars le président Recep Tayyip Erdoğan déclare : « Nous sommes peinés de l’intérêt manifesté par la Russie et les États-Unis envers l’organisation terroriste YPG ». Cependant l'Armée turque et les rebelles engagés dans l'opération Bouclier de l'Euphrate se retrouvent alors totalement bloqués, ne pouvant plus progresser ni au sud — face à l'armée syrienne, alliée à la Russie — ni à l'est et à l'ouest — face aux Forces démocratiques syriennes, alliés à la fois des Américains et des Russes,. Le 29 mars, la Turquie annonce la fin de l'opération Bouclier de l'Euphrate,,.

## Bilan humain
Selon Abdullah Ağar, un expert turc cité par The Daily Beast, les pertes des rebelles sont de 470 tués et 1 700 blessés pour la période allant du début de l'intervention turque, le 24 août 2016, à la fin de bataille d'al-Bab, le 23 février 2017. Pour le journal turc Hürriyet, 600 rebelles ont trouvé la mort lors de l'opération Bouclier de l'Euphrate. En mars 2018, le président turc Recep Tayyip Erdoğan déclare que l'opération Bouclier de l'Euphrate a fait précisément 614 morts dans les rangs de l'ASL.
Fin octobre 2016, Seïf Abou Bakr, le chef de la Division al-Hamza, affirme que 1 700 djihadistes de l'État islamique ont été tués depuis le début de l'opération.
Le 23 décembre 2016, le ministre turc de la Défense, Fikri Işık, déclare que 1 005 combattants de l'État islamique et 299 combattants des Forces démocratiques syriennes ont été tués depuis le début de l'opération. À la date du 10 mars 2017, l'armée turque affirme que 3 060 hommes de l'État islamique ont été « neutralisés » — dont 2 647 morts — ainsi que 462 des YPG — dont 425 morts,.
Selon l'Observatoire syrien des droits de l'homme (OSDH), au moins 497 civils, dont 79 femmes et 122 enfants, ont été tués par les bombardements turcs entre le 24 août 2016 et le 23 février 2017.
Le 20 janvier, à Afrine, après une médiation de Jaych al-Thuwar, les YPG relâchent 74 rebelles faits prisonniers pour la plupart dans le cadre de l'opération Bouclier de l'Euphrate.

## Suites
Le 11 juin 2017, des affrontements éclatent pour la première fois à al-Bab entre des groupes rebelles : Faylaq al-Cham, la Division al-Hamza et Al-Fauj al-Awwal. Ils auraient fait au moins 16 morts,.

### Reportages
- Antoine Malo, « Jarabulus, première étape de l'armée turque en Syrie », Le JDD, 28 août 2016.
- Allan Kaval, « À Karkamis, à la frontière turco-syrienne, « Daech, c’est terminé » », Le Monde, 26 août 2016.
- Olivier Riou, « Djarabulus, vitrine de l’intervention turque dans le Nord de la Syrie », Le Monde, 20 octobre 2016.
- Delphine Minoui, « Syrie : la fragile liberté recouvrée de Djarabulus », Le Figaro, 21 octobre 2016.

### Vidéographie
- « Footage from inside recaptured IS town » [vidéo], BBC, 25 août 2016.
- Fatma Kizilboga, Mayssa Awad et Hussein Asad, « Vidéo : à Jarablus, en Syrie, les femmes libérées de l'EI mais toujours traumatisées » [vidéo], France 24, 14 septembre 2016.
- France 24, « Guerre en SYRIE : L'intervention de la Turquie et les contradictions de Washington » [vidéo], sur youtube, 29 août 2016.
- « Brigade Sultan Mourad au combat pendant l'opération Bouclier de l'Euphrate » [vidéo], sur youtube, 25 août 2016.
- « Brigade Sultan Mourad pendant la suite de l'opération Bouclier de l'Euphrate » [vidéo], sur youtube, 27 août 2016 (on peut y voir les forces turques).
- « Offensive turque en Syrie : « C’est comme une guerre dans la guerre qui s’ouvre » » [vidéo], Le Monde, 30 août 2016.
- France 24, « SYRIE : Pourquoi Washington et Moscou trouvent un intérêt dans l’intervention turque ? » [vidéo], sur youtube, 6 septembre 2016.
- « Syrie : les images de la prise de Dabiq » [vidéo], Le Monde, 17 octobre 2016.
- France 24, « Le conflit entre la Turquie et l’EI passe dans une nouvelle dimension » [vidéo], sur youtube, 4 janvier 2017.